# Eyagmour Babageldiyev
 (juillet 2023).
Eyagmour Babageldiyev (turkmène : Ýagmyr Babageldiýew, russe : Ягмур Бабагельдыев), né en 1919 à Söýnaly, Tagtabazar (orthographié comme « Takhta-Bazar » pendant l'époque soviétique), République socialiste soviétique du Turkménistan, est un cultivateur de coton qui était récipiendaire de l'honneur de héros du travail socialiste avec l'Ordre de Lénine en 1966.

## Biographie
De 1937 à 1940 il travaille comme agriculteur collectif dans le village de Marchak (Marçak), proche de Söýnaly. Il quitte la ferme collective en 1940 pour effectuer son service militaire obligatoire avec l'Armée rouge durant la Seconde Guerre mondiale. Après sa démobilisation en 1946, il retourne au Turkménistan.
À son retour, il redevient fermier collectif, cette fois pour la ferme collective de l'Armée rouge de Kirov à Gyzyl Goşun, Takhta-Bazar. En 1947, il est nommé contremaître de la ferme.
En 1965, la ferme d'Eyagmour Babageldiyev acheve les objectifs du plan septennal (1959-1965) avant la date prévue pour la collecte nationale du coton. Le præsidium du Soviet suprême de l'URSS fait un décret le 30 avril 1966, proclamant que Babageldiyev recevrait le titre de héros du travail socialiste avec l'Ordre de Lénine « pour les succès obtenus avec l'augmentation de la production de coton ». Il lui est aussi accordé la médaille d'or de la faucille et le marteau.
La date de décès d'Eyagmour Babageldiyev n'est pas connue.